# 일본국유철도 201계 전동차
일본국유철도 201계 전동차(일본어: 国鉄201系電車)는 1979년에 등장한 옛 일본국유철도(현 JR)의 직류 통근형 전동차이다.

## 역사

### 개발 배경
일본국철(현 JR)은 당시 101계와 103계 전동차가 안고 있던 출력 부족 등의 문제점들을 해결하고, 에너지 효율을 확보하기 위하여 1970년대 후반부터 새로운 전동차를 개발하기 위한 연구를 시작하였다.
이에 따라 201계는 일본국철(현 JR)의 전동차로서는 최초로 초퍼제어를 채용하게 되었으며, 1979년에는 첫 시제차량이 제작되어 시험 운행에 들어가게 되었다. 이 시제차를 통해 얻은 자료를 토대로 팬터그래프의 삭감, 부식 방지, 회생제동 강화, 차량 경량화 등 개선이 이루어진 201계 양산형 차량이 1981년 주오 쾌속선에 투입되기 시작하였다.

### 투입 이후
201계가 실전에 배치되기 시작할 무렵 철도 업계에서는 이 201계를 차세대 표준 통근형 전동차로 보았고 이에 따라 201계에 거는 기대가 상당하였었다. 그러나 당시 일본국철의 재정은 상당히 좋지 않아 201계의 제조비용을 감당하기가 쉽지 않았고, 결국 주오 쾌속선, 주오·소부 완행선(1982년), 도카이도 본선·산요 본선(1983년) 등의 구간에 1,018량이 투입되는 데에 그치고 만다. 하지만 실전에 투입된 201계들은 그 자리를 차지하고 있던 101계들을 무서운 속도로 갈아치우며 1980년대의 대표적 통근형 전동차로써 확실히 자리매김해 갔다.

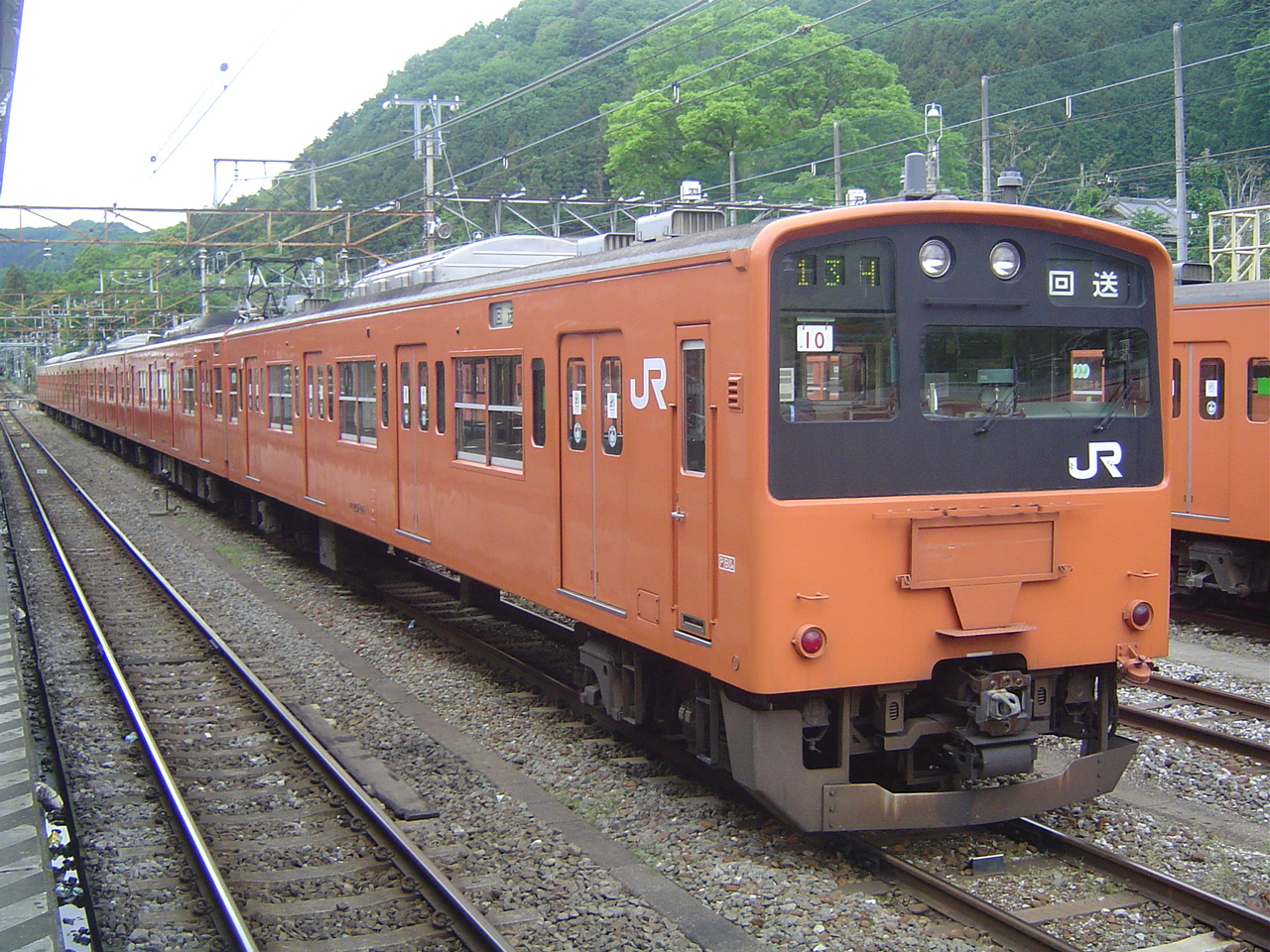
201계의 상징처럼 되어버린 주황색 도색

이후 1984년에는 창문의 구조 등 세부적인 면을 개선한 차량이 등장하여 간사이 지방에 한해 투입되기 시작하였다. 이 차량들은 '경장차'(軽装車)라고 불리기도 한다.

### 생산 종료
1985년 시제차 10량을 포함한 1,018량의 201계 생산이 종료되었다. 하지만 생산이 종료된 이후에도 201계의 활약들은 계속 이어졌는데, 주오 쾌속선같은 경우 1985년 3월 1일의 다이어 개정으로 인하여 모든 열차가 201계로 대체되기에 이른다. 그와 더불어 다음해인 1986년에는 무사시노 선에까지 진출, 그 활동 영역을 더 넓히게 된다.
하지만 좋은 일만 이어졌던 것은 아니다. 1988년 12월에는 주오선 히가시나카노역에서, 1997년 10월 12일에는 오츠키 역에서 사고가 발생해 열차가 대파되고 인명피해가 발생하는 등 악재도 있었다. (이하 '사고'란에서 자세히 언급)

### 은퇴의 시작
시간이 흐름에 따라, 201계뿐만 아니라 103계, 205계 등의 구형 전동차들은 점점 은퇴라는 운명과 가까워지게 되었다. 이윽고 이러한 운명을 예고하듯 노후차량들을 대체하기 위하여 209계, E231계 등의 신형 전동차들이 잇따라 도입되기 시작하였고 이에 따라 201계는 주오·소부 완행선 등 자신이 지금까지 활약해오던 자리에서 밀려나, 다른 중소 노선으로 쫓겨가는 신세가 되었다.

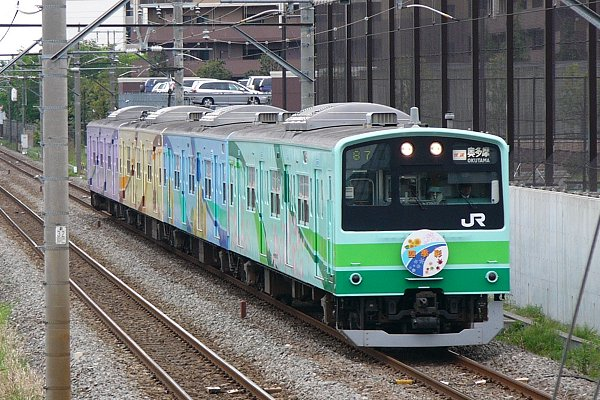
'사계채'열차의 모습(구도색)

2001년말 일부 차량들이 하나둘 주오·소부 완행선을 떠나 오메 선, 게이요 선 등으로 전출되기 시작한 것을 계기로, 2002년이 되자 어느덧 오우메 선과 이쓰카이치 선은 여기저기서 옮겨온 201계가 모여 1985년의 주오 쾌속선처럼 모든 열차가 201계로 통일되기에 이른다. 아울러 일부 차량의 경우 '사계채'(四季彩)라는 이름의 전망형 차량으로 개조, 운행되는 행운을 누리기도 하였다.
하지만 이러한 안정도 잠시 2005년이 되자 JR 동일본이 2006년 12월 이후에는 주오 쾌속선의 201계를 E233계로 교체하기로 밝힘에 따라 아직까지 201계가 홀로 자리를 꿰차고 있던 주오 쾌속선에서 마저 점차 밀려나게 되었다. 그리고 별다른 소식이 없던 도카이도 본선·산요 본선의 201계도 일부 차량이 그 해 12월 15일부터 오사카 순환선 등 타 노선으로 옮겨져 운행되기 시작하였다.

### 폐차
2005년말로 접어들면서 본격적으로 201계의 폐차가 하나둘 진행되기 시작하였다. 우선 첫 번째로 게이요 선으로 옮겨져 운행중이던 시제차량(201계 900번대)가 그 해 10월에서 11월 사이 폐차되었다.

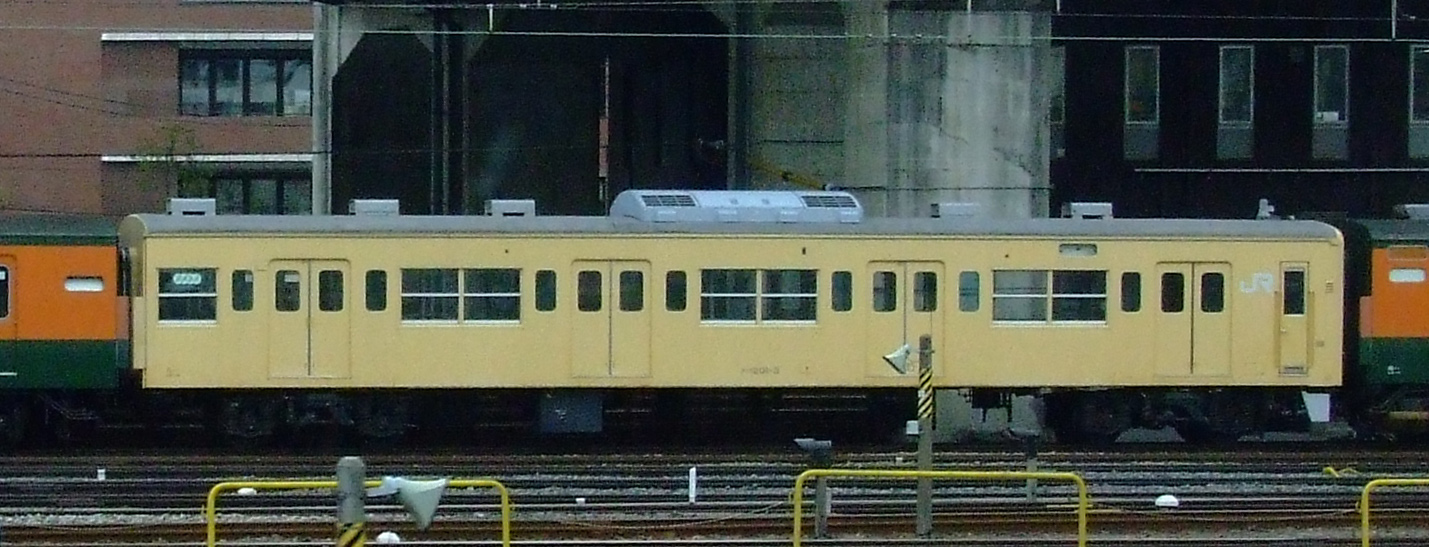
폐차 대기중인 쿠하201-3

그리고 같은 해 12월 히가시나카노역의 사고의 피해차량 중 유일하게 폐차를 면하였던 쿠하 201-3이 폐차되었다. 이 차량은 그 동안 예비차로 미타카 차량센터에 유치되어 있었는데 이 차량의 폐차는 사고로 인해 폐차된 차량들을 제외하면 양산형 차량의 첫 폐차이기도 했다. 이로부터 약 10개월 뒤, 2006년 10월에 주오 쾌속선에서 운행되던 한 편성이 또 폐차되었다.(편성 단위로 폐차된 것은 이 편성이 최초)

### 현재

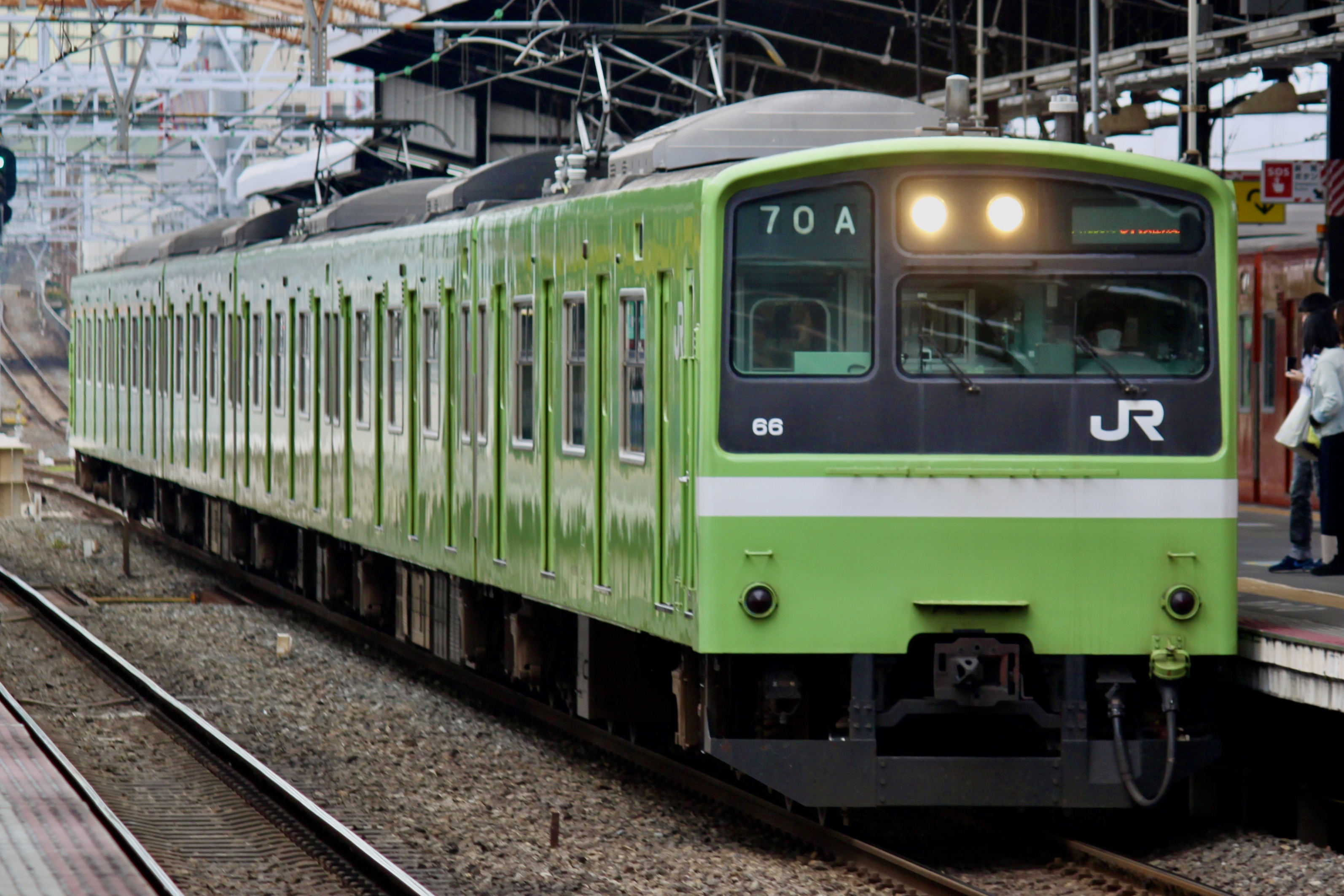
간사이 본선에서 운행중인 201계

E233계가 도입되기 시작한 후 JR 동일본의 노선에서는 201계가 급속도로 모습을 감추기 시작하였다. 2008년 3월, 오우메 선과 이쓰카이치 선에서의 모든 201계의 운행이 종료('사계채' 차량은 제외)되었고, 도요다 차량센터에는 10량(6+4량) 2편성과 '사계채' 4량 1편성이 남아있고, 게이요 차량센터쪽에는 그나마 비교적 많은 수의 201계가 살아남아 게이요 선, 소토보 선, 도가네 선에서 운행되고 있다. 2010년 10월부로는 주오 쾌속선에서의 운용도 종료되었다.

2011년 6월중 게이요 선, 소토보 선, 도가네 선에서 운행하던 201계 마지막 한편성이 폐차됨으로써 JR 동일본의 201계의 운용이 종료되었다. 현재 도요다 차량센터 안 201계 선두차 한량이 오미야로 가기 위해 유치 중이다.
JR 서일본의 경우, 도카이도 본선·산요 본선에서 운행중이던 차량들이 321계 등의 유입으로 인하여 오사카 순환선, 간사이 본선, 오사카히가시 선 등으로 밀려나 운행되고 있다.(물론 도카이도 본선·산요 본선에서도 계속 운행되고 있다)
또한 JR 서일본이 운용중인 차량들의 경우, 일부 차량들이 대대적인 리뉴얼을 거쳐 새롭게 태어났으며 JR 동일본도 일부 201계의 팬터그래프를 싱글암(Single-arm)방식으로 개조하기도 하였다.
2013년 현재 JR서일본 소속 201계의 목적지 표시 LED 개조가 진행되고 있다.

## 기술적 측면

### 차체
시제차의 경우 103계의 차체 구조를 그대로 답습하였기 때문에 외판의 재질로 압연 연강판을 채용하였었다. 그러나 이후 양산차에서는 외판의 재질이 내후성 고장력 강철로 변경되면서 내구성과 차체 강성이 크게 향상되었다. 그와 함께 프레임과 측면판의 접합부의 용접 방식을 스팟(spot) 용접에서 연속 용접으로 변경함으로써, 당시 심각한 문제였던 빗물 침수로 인해 프레임이 부식되는 문제가 거의 해결되었다. 또한 지붕 부분은 비닐포장 대신 도색 방식으로 변경되었고, 물받이 높이도 차체의 세정 능률 향상을 위해 301계와 같은 수준으로 변경하는 등 크게 눈에 띄지 않는 부분에서도 여러 가지 변경이 이루어졌다.
그 가운데 본래 시제차는 TC차량 승무원용 출입문의 개폐 각도를 개선하기 위해 차체 길이를 중간차보다 0.2m 긴 19.7m로 설계하였었다. 하지만 이러한 경우, 병결 편성시 TC차량이 편성 중간에 들어가게되면 차체 길이의 차이로 인하여, 열차가 역에 정차 하였을 때 승하차 위치에 차이가 생기는 문제가 발생하였다. 이 때문에 양산차에서는 TC 차량의 차체 길이를 중간차와 같은 19.5m로 제작하게 되었다. 다만 차체 길이는 줄이면서도 운전실의 넓이는 그대로 두었기 때문에 객실 공간이 0.2m가량 축소되면서 승무원용 문 바로 뒤에 있던 쪽창이 생략되었다.
운전실은 당시 표준이었던 고(高)운전대식으로 제조되었으며 당시 시제차 1편성 5량의 제조를 담당한 도큐 차량제조의 '전면부 디자인 쇄신' 제안에 따라 591계의 선두차를 각색한 좌우 비대칭형의 디자인이 채용되었다. 이것은 전면부의 절반 이상을 부분을 차지하는 큰 개구부에 '진카트 처리'(ジンカート処理)라고 불리는 특수 방수 피막 처리를 실시한 검은색 강철 패널을 끼워 넣은 것으로, 이후 이런 종류의 디자인은 1980년대 일본의 전동차 디자인에 있어 하나의 기준이 되었다.
이 외에 차체 측면의 차량 번호 표기는 당초 특급형 전동차와 같이 스테인리스 판을 이용해 표기했었으나, 경장차 이후로는 일반적인 통근형 전동차들처럼 전사식으로 변경되었다.

### 동력부
201계의 주전동기는 MT60형 전동기가 탑재되는데, 주회로에 CH1계 초퍼제어기와 HS36 보조 제어기 혹은 CS53계 주제어기를 혼합 탑재하여 MT60형 주전동기를 제어한다. CH1계가 채용한 전기자 초퍼 방식은 주회로로 가장 큰 전류가 흐르는 전동기의 전기자 회로를 초핑(chopping) 제어하는 것이다. 이 방식은 회생 제동시에 승압 초퍼 회로를 구성하기 때문에, 회생실효(回生失効) 현상이 발생하는 문제가 있었던 탓에 201계가 개발된 1970년대 후반에는 이 방식을 대신해 지하철 이외의 사철 각사에는 계자초퍼제어 방식이 보급되고 있었다.

그렇지만 1960년대 후반부터 독자적으로 초퍼 제어기의 개발에 착수하고 있던 일본 국철의 경우 통근형 뿐만 아니라 근교형 등 폭넓은 계열에서의 응용을 목표로 했었고 전동기의 설계 변경과 새로운 주회로 구성의 고안을 통해 120km/h에서의 회생제동도 실용 가능하게 하는 제어 시스템의 구축이 연구되고 있었다.

이처럼 당시 일본 국철은 초퍼제어기의 채용에 대하여 역행시 저항기에 의한 실효를 줄이는 것으로 얻을 수 있는 이점보다는 무접점·무단계 제어를 통해 최고속도에서도 회생제동이 실용 가능하다는 점을 더 중시하였기 때문에 주전동기인 MT60도 이러한 목적에 따라 새롭게 설계된 것이었다.
MT60형 주전동기는 정격 회전수 1850rpm, 최고 회전수 4850rpm으로 103계 등에 사용되던 MT54, MT55 등의 구형 표준 전동기에 비해 높은 정격 회전수를 갖고 있어 고속 주행 중의 회생제동 사용시에 발생 전압 과대로 인한 회생실효를 방지할 수 있었다. 이로써 MT60은 국철의 제식 전동차용 직류 직권식 전동기로서는 당대 최강의 150kW급 전동기가 되었지만, 제작시에 고속 운용에 중점을 두고 만들어진 탓에 저속에서의 가속 성능은 110kW급의 MT55 전동기를 탑재한 103계와 큰 차이가 없는 수준에 머무르게 되었다.
또한 201계는 주행시 이선(離線) 현상을 막기 위해 가선 추종성이 좋아 301계에서 사용중인 PS21형 팬터그래프가 201계에도 채용되었다. 특히 시제차를 만드는 단계에서는 주전동기의 대출력화에 따라 집전용량이 부족해질 것을 우려하여 각 전동차 1개 유닛에 2기의 팬터그래프가 탑재되는 것을 염두에 두고 제작하였다.

### 주행부

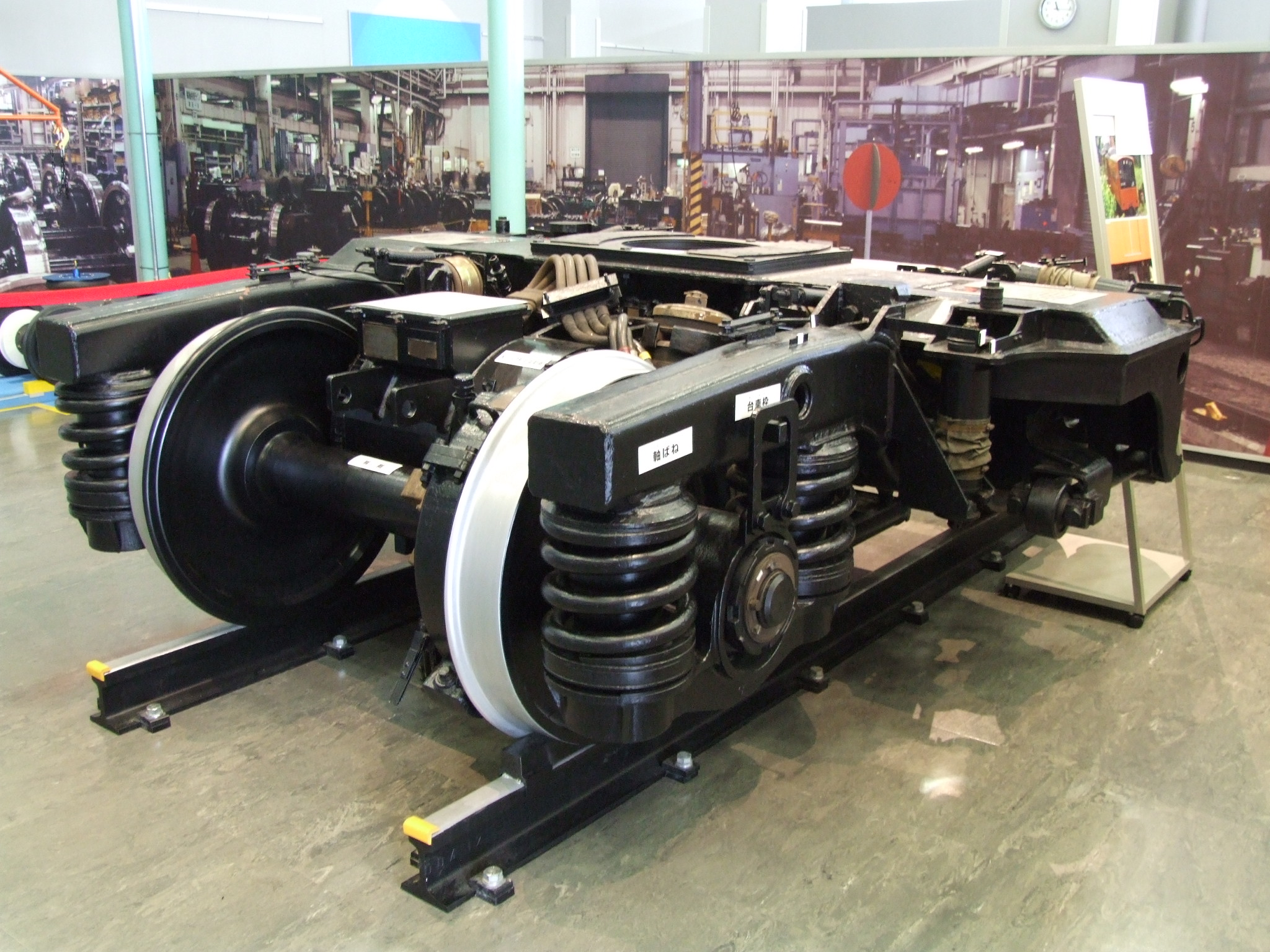
201계의 대차(DT46)

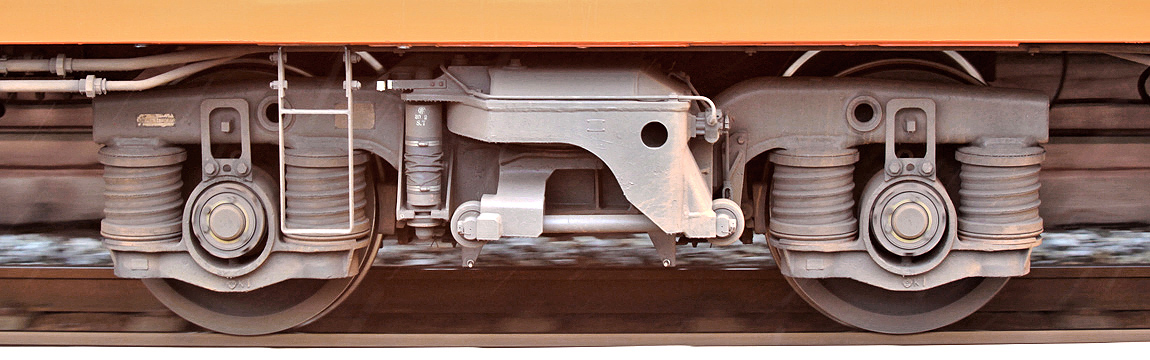
201계의 대차(TR231A)

시작차의 경우 301계와 같이 승차감을 중시하여, 차체 직결(다이렉트 마운트) 식의 공기스프링 대차를 채용하여 제동 장치의 상위로부터 DT46X·Y(동력 차량의 대차)와 TR231X·Y(부수 차량의 대차)의 합계 4종이 테스트되었다. 이것들은 모두 축상 지지방식이 실린더를 고무제 실링으로 피복을 입힌 원통안내식이었다.
하지만 이러한 방식의 대차는 다이렉트 마운트 방식의 채용이 검수설비가 제대로 갖춰지지 않았다는 점을 이유로 한 검수팀의 반대에 따라 취소되어 양산차에서는 볼스터 부분을 DT32·TR69계 대차와 유사한 인다이렉트 마운트 방식으로 변경해 축스프링부의 실린더의 실링을 생략한 DT46·TR231, 혹은 이 축스프링을 한층 더 고무로 밀봉하는 에리코 스프링 방식의 DT46B·TR231A로 변경되었다.
제동의 경우 회생제동 병용 전자직통공기제동(SELR)가 채용되어 자동 브레이크부의 제동 제어 밸브로 3압력식의 E제어 밸브가 채용되었다. 전기 제동은 전기자 초퍼 제어를 이용해 회생제동을 사용한다. 100km/h에서의 회생제동 사용에 대응하기 위해 정격 속도의 높은 MT60을 45% 약한 계자로 사용하는 것으로 회생 전압을 억제하여 회생제동의 실효를 막는 대책이 되었지만, 그럼에도 불구하고 고속영역에서는 회생 전압이 가선 전압을 넘었다. 가선 전압을 넘을 것 같은 경우는 주회로 전류량을 한정시키는 것으로 발전 전압을 제어할 수 있었지만 그러면 전기 제동력이 부족해져 공기 제동에 의지하게 되어 제륜자 마모가 심해지게 되었다.
그래서 75km/h이상의 고속 주행시에 제동을 사용할 때에는 주회로에 0.26Ω의 저항을 삽입하는 것으로 발전 전압을 줄여 충분한 전기 제동력을 확보하기로 했다. 저항을 통해 열로 바꾼 만큼 회생 전력량은 감소하지만 보다 고속영역에서도 회생 제동이 작용하기 때문에 직렬 저항을 사용하지 않았던 때보다 회생 전력량은 많아진다.

## 실내

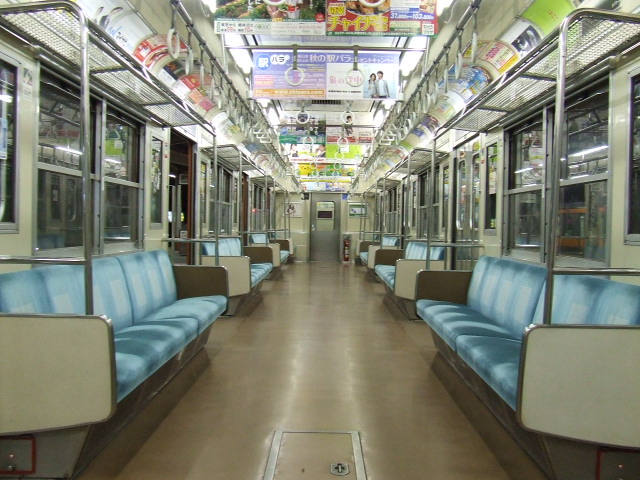
201계의 실내(JR 동일본) 현재는 폐차 또는 E233계로 대체 되었다.

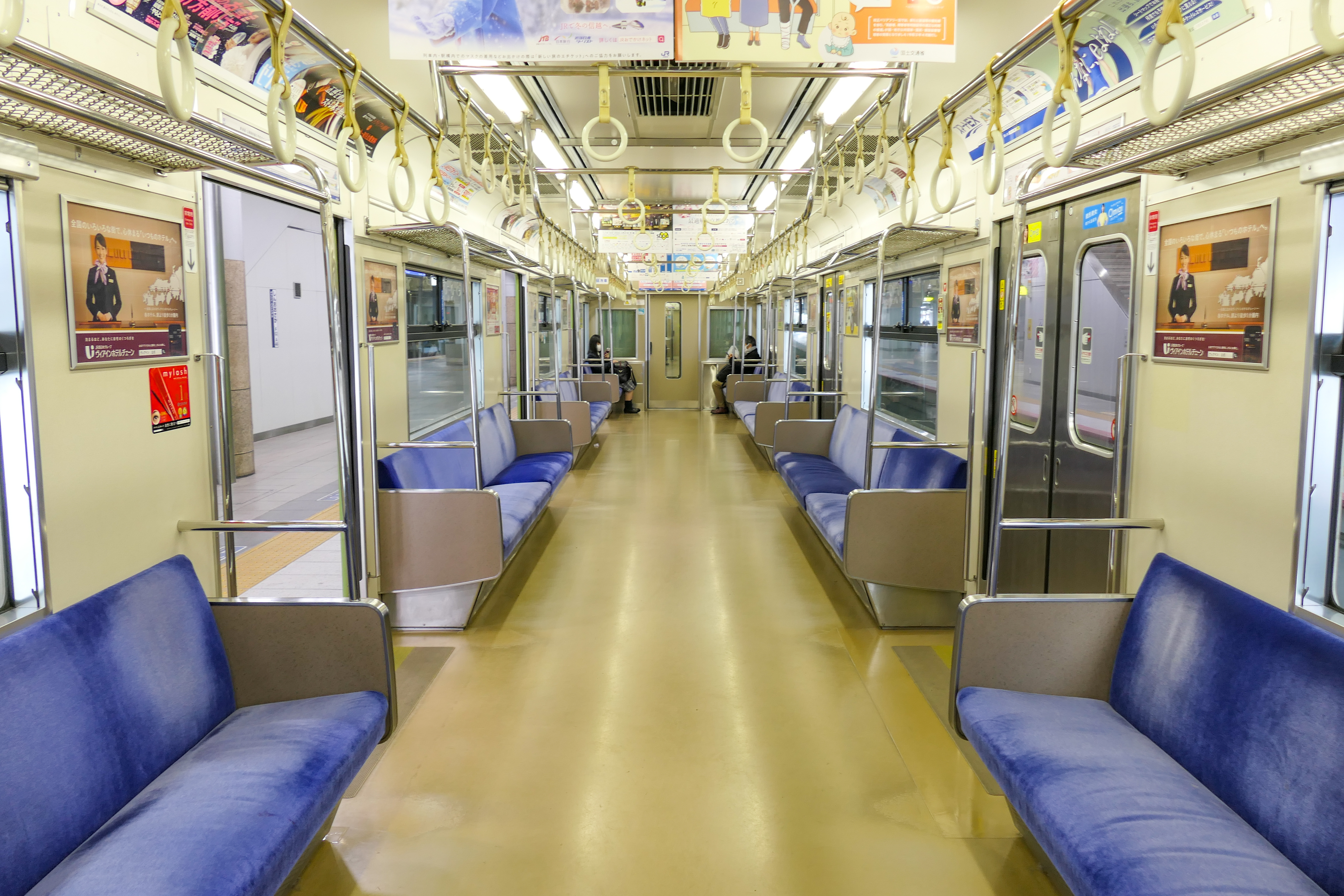
201계의 실내(JR 서일본) 폐차될 예정이다. 먼저 순환선이나 사쿠라지마선에는 지금은 323계로 대체 되었다.

201계의 실내는 20여년의 사용을 목표로 설계되어 기존의 차량들에 비해서 여러 가지 개선들이 이루어졌다. 그 대표적인 예로 7명 정원의 롱시트를 3-1-3석으로 분할, 중앙의 1석만 다른 색의 시트를 씀으로써 좌석 정원 그대로의 착석 승차를 심리적으로 유도하는 디자인 등 크게 눈에 띄지 않으면서도 이후의 통근형 전동차의 기본을 바꾼 개혁을 찾아볼 수 있다.
또한 시제차의 경우 객실내에 입석봉이 설치되었었고 러쉬시의 승객의 동선 조사가 실시되었다. 이것은 그 후의 통근형 전동차의 승하차 문제에 귀중한 자료를 제공했지만 201계에서는 악평을 받았기 때문에 나중에 철거되었다.
냉방 장치는 집중식 1기를 탑재하고 있는데 시제차는 103계와 동일한 AU75B을 채용했지만 양산차에서는 AU75D로 바뀌었고, 쿠하 201-29의 이후에는 외부를 스텐레스로 제작하여 에너지 절약과 경량화를 도모한 AU75G가 채용되었다. 또한 새로운 방식의 냉방 시스템이 채용되어 미쓰비시 전기가 개발한 '라인데리아'라고 불리는 보조 송풍기에 의해서 선풍기 없이도 냉기가 객실내로 널리 퍼지도록 고안되었다. 그리고 이것과는 별도로 일반적인 환기용 통풍기도 지붕에 설치되어 있는데 본래 이것은 FRP제이지만, 경장차 이후에는 염가의 강철 제품으로 변경되어 후에 JR 서일본이 이러한 차량들의 통풍기 철거를 실시하는 요인이 되었다.
차내의 배색의 경우, 당시의 국철 차량들은 대부분 차가운 색 계열이 일반적이었지만 201계는 당시 신세대 통근형 전동차로써 벽면은 베이지, 좌석은 갈색+중앙부 오렌지, 바닥은 웜 브라운으로써 따뜻한 색들이 대거 채용되었다. 다만 출입문의 경우 무도장(無塗装) 스테인리스가 사용되었다.
그리고 차내에 부착되는 형식 번호 표기는 일반적인 아크릴 수지판으로 제작되었지만, 양산차 제 1호 편성의 도쿄 방향 선두차(쿠하 201-1)에는 운전실의 운전대 위에 증기기관차와 같은 검은 판에 금색 문자의 넘버 플레이트가 장착되었다.

## 운용 노선

### 현재 운행 노선
(가나다 순)
- 서일본 여객철도
  - 간사이 본선(야마토지 선)
  - 사쿠라이 선
  - 사쿠라지마 선(JR 유메사키 선)
  - 오사카히가시 선
  - 와카야마 선

### 과거 운행 노선
- 동일본 여객철도
  - 게이요 선
  - 도가네 선
  - 소토보 선
  - 오메 선
  - 이쓰카이치 선
  - 주오 본선
  - 주오 쾌속선
  - 하치코 선(하이지마역 ~ 고마가와역 구간)

- 서일본 여객철도
  - 도카이도 본선·산요 본선(JR 고베 선, JR 교토 선)
  - 고세이 선
  - 후쿠치야마 선(JR 다카라즈카 선)
  - 오사카 순환선
  - 한와선
- 후지 급행
  - 오쓰키 선·가와구치코 선

## 사고
201계와 관련된 중대 사고는 1988년 12월과 1997년 10월에 두 차례 있었다.

### 히가시나카노 역 추돌 사고
1988년 12월 5일, 주오 본선 히가시나카노역에서 발생한 열차 추돌 사고이다. 주오 완행선에서 히가시나카노 역에 정차중이던 103계(10량 편성, 나카노 행)를, 뒤따라오던 201계(10량 편성, 나카노 행)가 추돌한 사고로, 201계의 기관사와 승객 등 2명이 사망하고 116명이 중경상을 입었으며, 사고 열차 20량 중 18량이 폐차되는 등 많은 피해를 낳았다. 일본국유철도가 JR로 민영화된 후에 처음으로 발생한 승객 사망사고이다.

### 오츠키 역 충돌 사고
1997년 10월 12일, 주오 본선 오츠키 역에서 발생한 사고로, 약 100km/h의 속도로 역을 통과하던 마쓰모토 행 특급 슈퍼 아즈사 13호(E351계, 12량 편성)의 측면부를 구내 입환중이던 201계(6량 편성)가 약 25km/h의 속도로 들이받아 201계의 기관사를 포함한 34명이 중경상을 입고, 차량이 대파되는 등의 큰 피해를 낳았다. 또한 이 사고의 여파로 주오 본선의 일시적 불통, 주오 쾌속선 차량 부족 등의 후유증이 발생하였다.

## 같이 보기
- (일본어) 히가시나카노 역 추돌 사고
- (일본어) 오츠키 역 충돌 사고